# Codename: Panzers Cold War
Codename: Panzers Cold War è il terzo capitolo della serie di videogiochi tattici in tempo reale creata dagli sviluppatori ungheresi Stormregion. Al contrario dei precedenti due l'ambientazione non è più la Seconda guerra mondiale, ma un'ipotetica Guerra fredda diventata calda. Il gioco, dopo il fallimento della Stormregion, è passato in mano a InnoGlow ed è stato pubblicato da Atari.

## Trama
È l'8 aprile 1949; l'Europa è in piena Guerra fredda e le tensioni tra le due parti sono elevatissime. Berlino è chiusa dal blocco sovietico e per sopravvivere deve ricevere rifornimenti, e proprio uno di questi C-47 pieno di medicinali e viveri va in avaria e si scontra con un MiG-15 sovietico. L'esplosione è devastante e provoca la caduta del cargo americano sulla pista dell'aeroporto tedesco di Tempelhof, il  MiG-15 si schianta su un edificio occupato da truppe sovietiche. Mosca con questo pensa ad un'ostilità nei suoi confronti e per rappresaglia bombarda l'aeroporto tedesco di Tempelhof. È l'inizio di una nuova guerra.

## Personaggi
- Douglas Kirkland: Tenente dell'Esercito Americano di origini macedoni, è il personaggio principale del gioco. Si arruolò volontario nel 1941, combattendo nella Divisione "Hell on Wheels" di Jeffrey Wilson come Sergente tecnico. Fu promosso Sergente nel 1947 e divenne Tenente due anni dopo. Nella missione Il Passo di Kasserine di Codename: Panzers Phase II è il carrista con il nome in codice "Mocassin".
- Hans Von Grobel: già protagonista di Codename: Panzers Phase I e Codename: Panzers Phase II. Libera il Tenente Douglas Kirkland dalla prigionia. I suoi Corpi Franchi tedeschi hanno il compito di preparare il terreno all'arrivo dell'Esercito Americano. Spesso pilota mezzi o prototipi tedeschi della seconda guerra mondiale, come il Panzer VI Tiger I o il Panzer VIII Maus. Hans riuscì a evitare che al termine del conflitto questi mezzi cadessero in mani sovietiche ed ora li schiera nel tentativo di proteggere l'Europa dall'invasione dell'URSS.
- Nel gioco compaiono altri personaggi minori come Jeffrey Wilson, protagonista dei primi due episodi della serie, ora Comandante del Gruppo d'Armate Oranje con il compito di riconquistare Berlino.

## Single Player
La Campagna Single Player è suddivisa in 4 atti per un totale di 18 missioni: 15 con le forze della NATO e 3 con quelle dell'URSS:
- Atto I

Caos
- Contrattacco
- Assalto
- La Grande Divisione
- Promesse da Mantenere
- Atto II

Fine della Linea
- Fronte Infernale
- Operazione White Star
- Marea Rossa
- Così Parlò Zara Thrustra
- Acceca il Sistema Radar
- Operazione Guildsman
- Atto III (Atto dedicato alle forze dell'Urss)

Caravane
- Procedure Invasive
- Knocking on Heaven's Door
- Atto IV

Il Bottino d'Autunno
- Vittoria è la Parola Migliore
- Mezzogiorno di Fuoco.

## Elenco delle unità
Tutti i mezzi di Codename Panzers Cold War sono realmente esistenti. Nel gioco è possibile inoltre utilizzare vernici per personalizzare i propri mezzi, queste si ottengono completando la Campagna Single Player.
- Unita Nato

Veicoli:
M103
- M48 Patton
- M41 Bulldog
- M59 Trasporto Truppe
- M53 Long Tom
- WC53 Dodge
Fanteria:
Paramedico
- Commando
- Berretto Verde
- Ranger
- Tenente
- Ingegnere
Supporto:
Ricognitore Aereo
- Elicottero Rifornimenti
- Caccia a Reazione
- Bombardiere Napalm
- Unità Urss

Veicoli:
IS10
- T62
- Product 416
- T70
- BTR 40
- BM 14 Katyusha
Fanteria:
Paramedico
- Green Ghost
- Guardia Rossa
- Frontovik
- Tenente
- Ingegnere
Supporti:
Ricognitore
- Elicottero Disturbo Radar
- Elicottero da Combattimento
- Fuoco di Sbarramento
- Altre unità

Sono presenti altre unità non acquistabili, ma utilizzabili solo in determinate missioni della Campagna Single Player, come il Maus.

## Multi Player
Il Multi Player dispone di tre modalità di gioco: Squadra (S), Domination (D) e Missione Multigiocatore (M). Le prime due sono modalità competitive, mentre l'ultima è cooperativa.
- Le mappe disponibili sono:

A Tale of Two Cities (2 Giocatori) (S,D)
- Confrontation (2) (S)
- Island Thunder (2) (D)
- Urban Legend (2) (D)
- Beachhead (2) (M)
- Lost Horizon (4) (S,D)
- The Last Village(4) (S)
- Ring of Fire (4) (D)
- The Other Side (4) (D)
- Valley of Death (4) (D)
- Cold War (4) (M)
- Up Hill (4) (M)
- The Bridge Is Still Too Far (6) (S)
- The Eye of The Needle (6) (S)
- Fields of Glory (6) (D)
- Road to Redemption (6) (D)
- To Hell and Back Again (6) (D)
- Breakthrough (6) (M)
- Soul Survivor (8) (S)
- Grinder (8) (D)
- Savage Village (8) (D)
Il Multy Player dispone di meno unità rispetto al Single, però offre l'opportunità di usare il Dispositivo D e il Dispositivo F, ossia due armi con un tempo di ricarica molto elevato (300 secondi) ma devastanti. Il Dispositivo D è una mini Bomba atomica, mentre il Dispositivo F è un'arma biologica che rilascia un gas tossico in grado di uccidere qualsiasi unità di fanteria nelle vicinanze, anche quelle situate dentro edifici e mezzi.